# Kapitan Stupino
Kapitan Stupino (russisch Капитан Ступино) ist ein russischer Eishockeyklub aus Stupino (Oblast Moskau), der in der zweitklassigen Wysschaja Liga spielt. Seine Heimspiele trägt der Verein im Eissportpalast Bobrow aus, der 2004 eröffnet wurde und nach Wsewolod Michailowitsch Bobrow benannt ist.

## Geschichte
Der Klub wurde 1951 als Trud Stupino gegründet und 1999 in Kapitan Stupino umbenannt. In den 1980er Jahren gab es keine Herrenmannschaft. Erst in den späten 1990er Jahren entstand wieder eine Mannschaft, die an der drittklassigen Perwaja Liga teilnahm. Seit 2001 spielt der Klub in der Wysschaja Liga. Vorübergehend nahm der Klub auch an der East European Hockey League teil. Kapitan Stupino ist das Farmteam des KHL-Teilnehmers HK Dynamo Moskau, der regelmäßig junge Talente an den Klub abstellt.
In seiner bisherigen Geschichte konnte der Verein noch keinen Titel erringen.

## Ehemalige bekannte Spieler
- Witali Karamnow